# 가역원
추상대수학에서 가역원(可逆元, 영어: invertible element 또는 unit 유닛[*])은 환 또는 모노이드에서 곱셈에 대한 역원이 있는 원소들이다.

## 정의
모노이드 {\displaystyle M}의 원소 {\displaystyle x\in M}의 역원(영어: inverse) {\displaystyle y}는
{\displaystyle xy=yx=1}
이 되는 원소 {\displaystyle y\in M}이다. 주어진 원소의 역원은 유일한데, 이는 만약 {\displaystyle x\in M}이 두 역원 {\displaystyle y,y'\in M}을 갖는다면 {\displaystyle y'=(yx)y'=y(xy')=y}가 되기 때문이다.
모노이드에서, 역원을 갖는 원소를 가역원이라고 한다. 모노이드 {\displaystyle M}의 가역원들로 구성된 부분 집합
{\displaystyle \operatorname {Unit} (M)=\{x\in M\colon \exists y\in M\colon xy=yx=1\}}
은 {\displaystyle M}의 부분 모노이드이자 군을 이루며, 이를 {\displaystyle M}의 가역원군(영어: group of invertible elements, group of units)이라고 하며, {\displaystyle M^{\times }} 또는 {\displaystyle M^{*}} 또는 {\displaystyle \operatorname {Unit} (M)}으로 표시한다.
환의 가역원(군)이란 곱셈 모노이드로서의 가역원(군)을 뜻한다.

### 범주론적 정의
범주론적 관점에서, 모노이드는 하나의 대상만을 갖는 작은 범주로 생각할 수 있으며, 이 경우 모노이드의 원소들은 유일한 대상의 자기 사상들에 대응한다. 이 경우, 가역원은 모노이드의 동형 사상과 같으며, 가역원군은 유일한 대상의 자기 동형군과 같다. 즉, 가역원의 개념은 동형 사상의 개념의 특수한 경우이다.
임의의 작은 범주는 여러 개의 대상들을 가지며, 따라서 각 대상에 대하여 고유의 가역원군을 정의할 수 있다. 또한, 주어진 작은 범주에서 동형 사상이 아닌 사상들을 삭제하면 준군을 얻으며, 이 역시 가역원군의 일반화로 간주할 수 있다.

### 가역원층
환 달린 공간 {\displaystyle (X,{\mathcal {O}}_{X})}이 주어졌다고 하자. 그렇다면, 임의의 두 열린집합 {\displaystyle U\subseteq V\subseteq X}에 대하여
{\displaystyle \Gamma (U;{\mathcal {O}}_{X}^{\times })=\left(\Gamma (U;{\mathcal {O}}_{X})\right)^{\times }}
{\displaystyle \operatorname {res} _{U,V}^{{\mathcal {O}}_{X}^{\times }}=\operatorname {res} _{U,V}^{{\mathcal {O}}_{X}}|_{\Gamma (U;{\mathcal {O}}_{X})^{\times }}}
인 아벨 군 값의 층 {\displaystyle {\mathcal {O}}_{X}^{\times }}가 존재하며, 이를 {\displaystyle {\mathcal {O}}_{X}}의 가역원층(可逆元層, 영어: sheaf of units)이라고 한다. (여기서 {\displaystyle \Gamma (-,-)}는 층의 단면군을 뜻하며, {\displaystyle \operatorname {res} }는 두 층 단면군 사이의 제한 준동형을 뜻한다.)

## 성질
환 {\displaystyle R}에 대하여 다음 두 조건이 서로 동치이다.
- {\displaystyle R^{\times }=R\setminus \{0\}}
- {\displaystyle R}는 나눗셈환이다.

환 {\displaystyle R}에 대하여 다음 두 조건이 서로 동치이다.
- {\displaystyle R\setminus R^{\times }}가 덧셈에 대한 아벨 군을 이룬다.
- {\displaystyle R}는 국소환이다.

환 {\displaystyle R}에 대하여 다음 세 조건이 서로 동치이다.
- {\displaystyle 0\in R^{\times }}이다.
- {\displaystyle R=R^{\times }}이다.
- {\displaystyle R}는 자명환이다.

이는 만약 0이 역원을 갖는다면 {\displaystyle 1=0^{-1}0=0}이 되기 때문이다.

## 예
- {\displaystyle \mathbb {Z} ^{\times }=\{\pm 1\}}이다.
- 나눗셈환의 경우, 0이 아닌 모든 원소가 가역원이다. 예를 들어, {\displaystyle \mathbb {Q} ^{\times }=\mathbb {Q} \setminus \{0\}}이다.
- 체 {\displaystyle K}에 대한 행렬환 {\displaystyle \operatorname {Mat} (n;K)}의 가역원군은 일반선형군 {\displaystyle \operatorname {Mat} (n;K)^{\times }=\operatorname {GL} (n;K)}이다. 이는 가역행렬로 구성된 군이다.
- 대수기하학에서, 스킴 {\displaystyle (X,{\mathcal {O}}_{X})}의 구조층 {\displaystyle {\mathcal {O}}_{X}}의 가역원층 {\displaystyle {\mathcal {O}}_{X}^{\times }} 계수의 1차 층 코호몰로지 {\displaystyle \operatorname {H} ^{1}(X;{\mathcal {O}}_{X}^{\times })=\operatorname {Pic} (X)}는 {\displaystyle X}의 피카르 군이라고 한다.